# دايسوكي ميورا
دايسوكي ميورا (باليابانية: 三浦大輔 ) (و. 1973  م) هو لاعب كرة قاعدة ياباني، ولد في كاشيهارا، نارا، شارك في الألعاب الأولمبية الصيفية 2004، مركز لعبه هو مرسل الكرة ‏.

## روابط خارجية
- دايسوكي ميورا على موقع الدوري الياباني لكرة القاعدة (الإنجليزية)
- دايسوكي ميورا على موقعبيزبول رفرنس.كوم (الدوري الثانوي) (الإنجليزية)
- دايسوكي ميورا على موقع أوليمبيديا (الإنجليزية)